# Castel del Monte (Italie)
Pour les articles homonymes, voir Castel del Monte (homonymie).
Castel del Monte est une commune de la province de L'Aquila dans les Abruzzes en Italie.
Castel del Monte est située dans le parc national du Gran Sasso e Monti della Laga.

## Culture
- Bibliothèque municipale Orazio D'Angelo
- En 2009, le film The American avec George Clooney y est tourné.

## Politique et administration

### Liste des maires
| Identité              | Période       | Période      | Durée                     | Étiquette                                         |
| Identité              | Début         | Fin          | Durée                     | Étiquette                                         |
| --------------------- | ------------- | ------------ | ------------------------- | ------------------------------------------------- |
| Mario Basile (d)      | 23 avril 1995 | 13 juin 2004 | 9 ans, 1 mois et 21 jours | Parti démocrate de la gauche Démocrates de gauche |
| Luciano Mucciante (d) | 14 juin 2004  | En cours     | 20 ans et 9 mois          | Parti démocrate liste civique                     |

### Communes limitrophes
Arsita (TE), Calascio, Castelli (TE), Farindola (PE), Ofena, Villa Celiera (PE), Villa Santa Lucia degli Abruzzi

### Jumelages
| Ville | Ville  | Pays | Pays   | Période     |
| ----- | ------ | ---- | ------ | ----------- |
|       | Somain |      | France | depuis 1987 |

## Population et société

### Évolution démographique
Évolution de la population 

434 (1er janvier 2017)
437 (1er janvier 2018)
431 (1er janvier 2023)